# Sanxing
Sanxing (三星鄉S, Sānxīng XiāngP) è un comune di Taiwan, situato nella provincia di Taiwan e nella contea di Yilan.